# 카사노 전투 (1705년)
카사노 전투는 1705년 8월 16일의 전투로 스페인 왕위 계승 전쟁 중 이탈리아를 무대로 벌어진 전투이다. 양측은 많은 사상자가 발생했지만, 프랑스의 우세였다.

## 전투
1705년 방돔(Vendome)의 군대와 프랑스의 증원병력은 사보이아 공작 비토리오 아메데오 2세(Vittorio Amedeo II)와 그의 새로운 오스트리아 동맹자들을 압박하기 위해 그들과 교전하려 했으며, 그들은 외젠이 황제에게 증원병력을 보내달라고 간청하는 동안 어느 정도 동맹군을 제압하는 데 성공적이었다. 외젠은 그의 병사들에게 그랑 프리올(Grand prior)이라 불리던 방돔의 동생 필리프(Philippe) 휘하의 병력과 맞서라고 하였다. 이 게으른 아마추어 사령관은 아다강(Adda) 전선에서 외젠의 돌파 공격에 스스로 놀랐다. 그러나 다음날 방돔이 적시에 도착해 과감한 돌격을 감행하자 전세는 역전되고, 오스트리아군은 강을 건너지 못했다.

## 결과
사부아 공자 외젠(Eugene of Savoy)은 전투 중에 부상을 입고 치료를 위해 이탈리아를 떠나 오스트리아로 갔다. 안할트-데사우 공작 레오폴트 1세 역시 부상을 입었고, 그의 프로이센 여단도 많은 사상자가 생겼다. 오스트리아군은 겨울동안 티롤(Tyrol) 근교에서 휴식을 취했다. 여전히 외젠의 활동은 피에몬테(Piemont)에 대한 압력을 완화해 주었고, 토리노(Torino)가 격렬하게 저항하게 해 주었으며, 실제로 냉정한 성격의 외젠은 자신의 새 동맹자에게 충실했다. 프랑스 군은 루이 14세의 명령으로 피에몬테를 복속시키는 것을 내년까지 연기하였다.
그래서 전투는 직접적인 결과를 얻지 못했다. 많은 사상자가 발생했음에도 불구하고, 전투는 잊혔다. 총 4,000명의 사람들이 죽고, 적어도 6,000명이 부상을 입었으며, 강물에 빠져 죽은 사람의 수는 알려지지 않았다.